# Geoffrey Wilkinson
Geoffrey Wilkinson (Springside, 14 de julho de 1921 — Londres, 26 de setembro de 1996) foi um químico britânico.
Conjuntamente com Ernst Otto Fischer, foi agraciado com o Nobel de Química de 1973 devido ao "seu trabalho pioneiro, conduzido de forma independente, sobre a química dos organometálicos, designados por compostos sanduíche".
Desenvolveu o catalisador de Wilkinson.

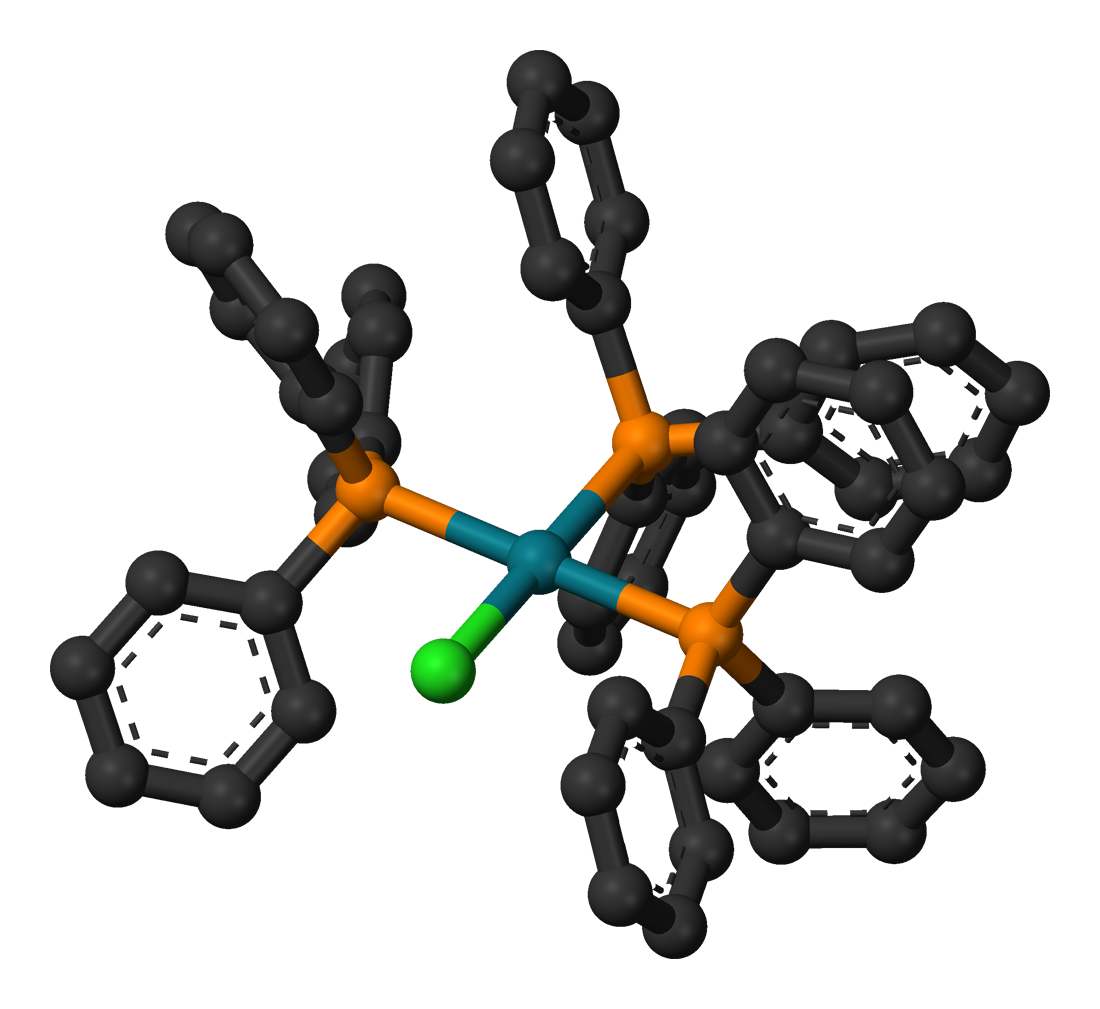
Catalisador de Wilkinson RhCl(PPh_{3})_{3}

## Carreira e pesquisa
Em 1942, o professor Friedrich Paneth estava recrutando jovens químicos para o projeto de energia nuclear. Wilkinson juntou-se e foi enviado para o Canadá, onde ficou em Montreal e mais tarde em Chalk River Laboratories até que pudesse sair em 1946. Nos quatro anos seguintes, ele trabalhou com o professor Glenn T. Seaborg na Universidade da Califórnia, Berkeley , principalmente em taxonomia nuclear. Ele então se tornou um Pesquisador Associado no Instituto de Tecnologia de Massachusetts e começou a retornar ao seu primeiro interesse como estudante - complexos de metais de transição de ligantes como o monóxido de carbono e olefinas .
Ele esteve na Universidade de Harvard de setembro de 1951 até retornar à Inglaterra em dezembro de 1955, com uma pausa sabática de nove meses em Copenhague. Em Harvard, ele ainda fazia alguns trabalhos nucleares em funções de excitação de prótons no cobalto, mas já havia começado a trabalhar em complexos de olefinas.

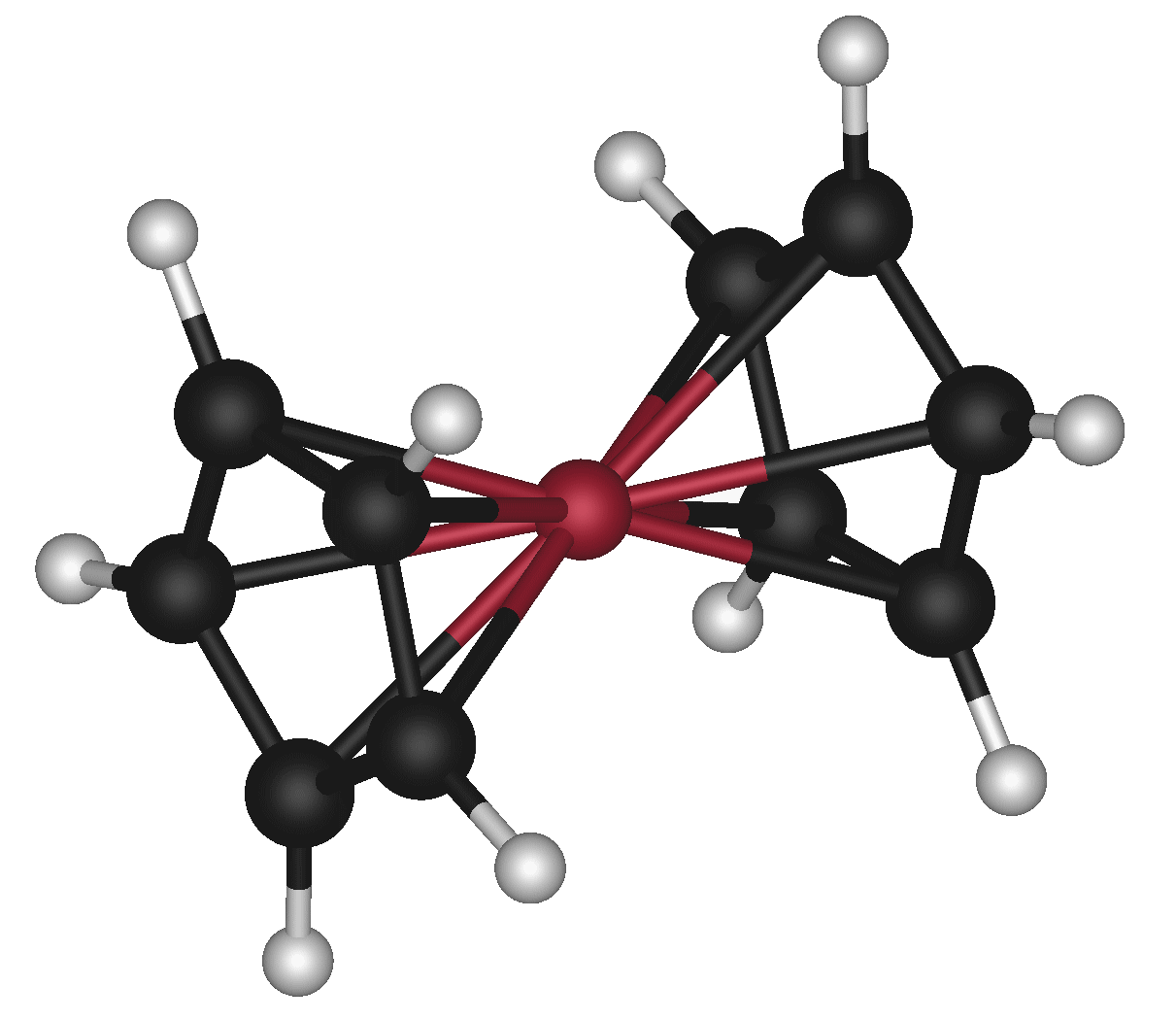
Estrutura do ferroceno Fe(C_{5}H_{5})_{2}

Em junho de 1955, ele foi nomeado para a cadeira de Química Inorgânica no Imperial College London, e a partir de então trabalhou quase que inteiramente nos complexos de metais de transição.

Wilkinson é bem conhecido por sua popularização do uso do catalisador de Wilkinson RhCl (PPh3)3 na hidrogenação catalítica e pela descoberta da estrutura do ferroceno. O catalisador de Wilkinson é usado industrialmente na hidrogenação de alcenos em alcanos.